# ビリー・ホリデイ

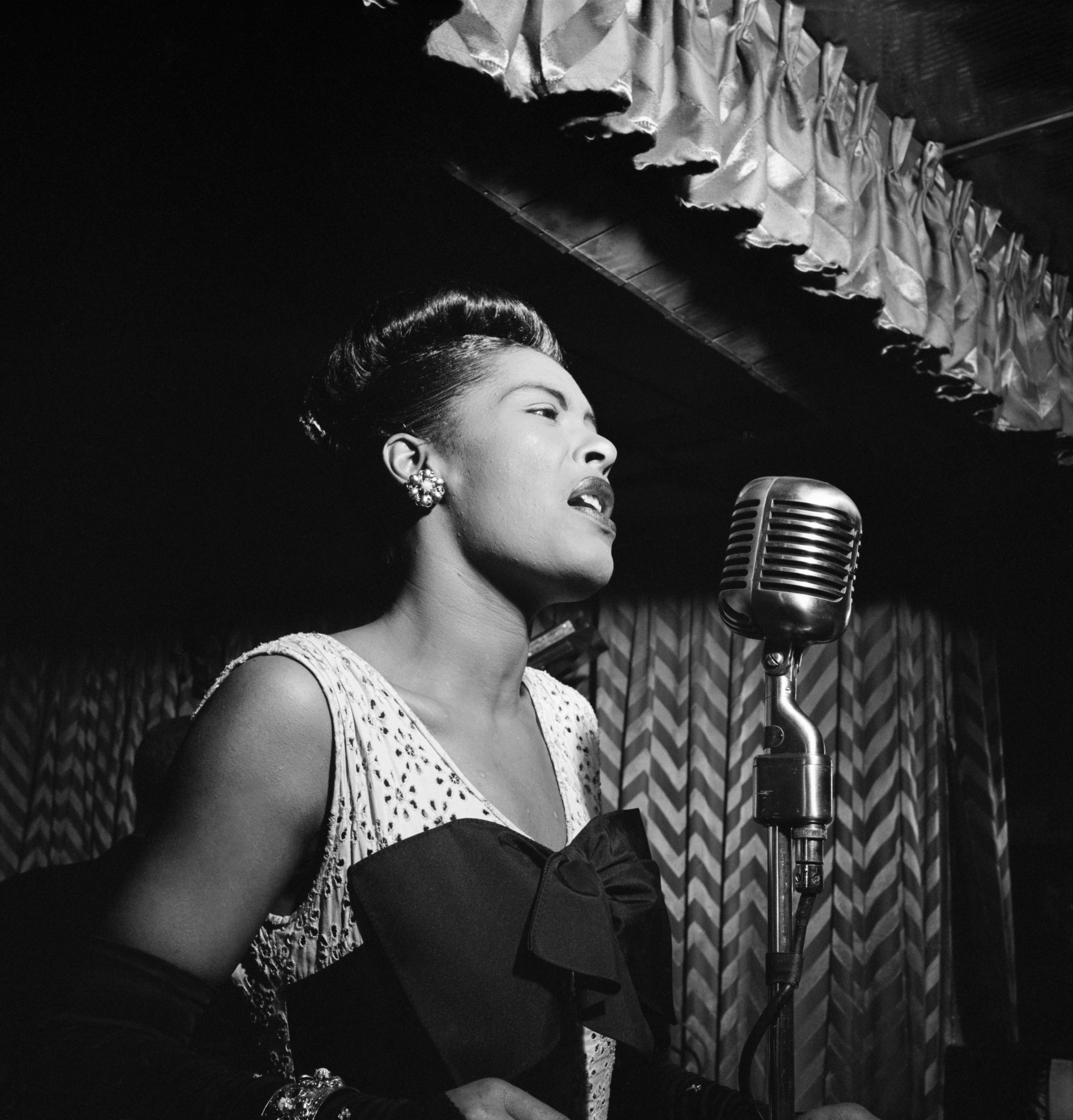
ニューヨークで公演中のビリー・ホリデイ（1947）

ビリー・ホリデイ（Billie Holiday) ことエレオノーラ・フェイガン（Eleanora Fagan, 1915年4月7日 - 1959年7月17日）は、アメリカ合衆国のジャズ歌手。
「レディ・デイ」の呼称で知られ、サラ・ヴォーンやエラ・フィッツジェラルドと並んで、女性ジャズ・ヴォーカリスト御三家の1人に数えられる。彼女はその生涯を通して、人種差別や薬物依存症、アルコール依存症との闘いなどの壮絶な人生を送った。彼女の存在は、ジャニス・ジョプリンをはじめとする多くのミュージシャンに影響を与えた。彼女の生涯に於いて代表的なレパートリーであった「奇妙な果実 (Strange Fruit)」や「神よめぐみを (God Bless' the Child)」、「I Love You, Porgy」、「Fine and Mellow」などは、後年に多くのミュージシャンに取り上げられるジャズ・ボーカルの古典となった。
彼女の死から約40年後の2000年にはロックの殿堂入りを果たした。また2003年には、「Qの選ぶ歴史上最も偉大な100人のシンガー」において第12位に選出された。

## 生涯

### 幼少期

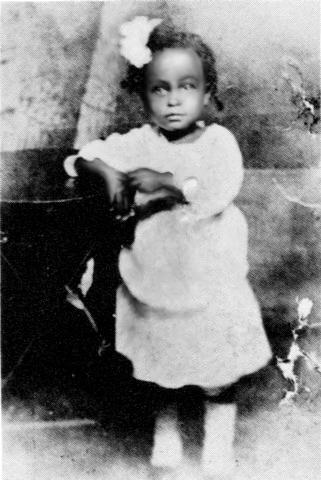
ビリー・ホリデイ
1917年撮影

ホリデイことエレオノーラ・フェイガンは1915年にアメリカ合衆国のフィラデルフィアで、母サラ・ジュリア・セイディー・フェイガン（当時19歳）と父クラレンス・ホリデイ（同17歳）の元に産まれた。『奇妙な果実 -ビリー・ホリデイ自伝』によると、ビリーはこの本の中で15歳の父と13歳の母という、子どものような二人が結婚し、自分はその間に生まれたと語っているが、後のジャーナリストたちの調査によれば、実際はクラレンスとセイディは結婚しなかったばかりか、クラレンスは生まれたエレオノーラを認知すらしようとしなかったという。
父クラレンスはジャズ・ギタリストであり、夜はナイトクラブで演奏、昼は街頭を流して生活をしていた。そのためエレオノーラは幼少期を母子家庭のもと、メリーランド州ボルチモアのアッパー・フェルズ・ポイント地区で育てられた。しかしセイディーにとっても娘の面倒を見る時間は無く、結果ホリデイの世話は母の親族に委ねられるようになる。セイディーはボルチモアで次々と職を変え、その合間を縫ってニューヨークを訪れては売春を重ねていた。親族の家を転々として生活していたエレオノーラにとっても、日々の生活は楽ではなく、従姉アイダの暴力に耐えなければならなかった。またある日、自分を腕に抱いて昼寝させていた曾祖母がそのまま死亡してしまい、死後硬直した曾祖母の腕で首を絞められて目覚めパニックを起こしたことで心的外傷後ストレス障害を発症し、何週間もの間無言症を患うことになった。
やがて学校へ全く通わなくなったエレオノーラは、1925年1月25日に少年裁判所へ引き出され、裁判官より「然るべき保護者のいない未成年」であると断定された。その結果、ボルティモアの黒人専用のカトリックの女子専用寄宿学校「良き羊飼いの家」（House of Good Shepherd for Colored Girls）へ預けられた。同年3月19日、エレオノーラはエドワード・V・キャサリー神父より洗礼を受けた。
1925年10月25日、セイディーは仮釈放の身となったエレオノーラを手元に引き取った。しかし、セイディーは相変わらず外泊が多く、そんなある夜エレオノーラは近所の男性に強姦されてしまう。イギリスの音楽ジャーナリストのスチュアート・ニコルソンが著したノンフィクション書『ビリー・ホリディ―音楽と生涯』によると、それは1926年のクリスマス・イブのことだった。エレオノーラはすぐに医師の診察を受け、男性は有罪となったものの、親の保護と養育が充分ではないと判断されたエレオノーラは、1925年に補導されたときと同様、「良き羊飼いの家」に再送致された。同施設では1927年2月まで生活した。
1928年にはセイディは再びエレオノーラを取り戻し、共にニューヨークへと移住した。母は娘を売春宿に預けて再び売春を始めた。1929年には母と共に、エレオノーラまでが売春の容疑で逮捕、留置されたという記録が存在する。やがてエレオノーラは、禁酒法時代のハーレムの真ん中で、非合法のナイトクラブに出入りするようになった。それ以降様々なクラブで仕事をするようになったエレオノーラは、ハーレムの有名なジャズクラブ「ポッズ&ジェリーズ」でも歌い始めるようになった。この頃父のクラレンスはフレッチャー・ヘンダーソン楽団で演奏しており、彼女は父親との再会を果たしていた。
そんな中、15歳のある日彼女はサックス奏者のケニス・ホーロン（ケネス・ホラン）と出会い、彼と共にクイーンズとブルックリンで最初の契約を手に入れる。幼い頃自分に会いに来た父が、男性のような外見の彼女をからかって「ビル」と呼んでいたことを覚えていた彼女は、そのニックネームに父の姓をつけた「ビリー・ホリデイ」を芸名に決めた。

### 活動初期
活動初期にはケネス・ホランと共に、ハーレムにあるいくつかのクラブを一緒に回り、やがてコンビを組むまでになった。ホリデイはそれらのクラブでチップを得ることで満足し、「Trav'lin' All Alone」や「Them There Eyes」を歌うようになった頃にはそこそこの蓄えができていた。
1933年、コロムビアレコードのプロデューサー・ジョン・ハモンドが、クラブ「モネッツ」で穴埋めを務めていたビリーの歌を偶然耳に留め、その才能を見出す。彼は早速コロムビアのスタジオに彼女を呼び、既に契約を交わしていたもう一人の若いミュージシャン、クラリネット奏者ベニー・グッドマンとのセッションを企画する。この日、18歳の彼女は「Your Mother's Son-in-Law」と「Riffin' the Scotch」を唄い35ドルを受け取る。翌年、若い才能を求めて人々が集まることで知られるアポロ・シアターで、彼女はケネス・ホランと共演。しかしそれからしばらく経ち、ケネスが既婚者であったこともあり、二人は別れる。
ホリデイは将来性のある様々なミュージシャンと出会う機会に恵まれたが、その中にはフレッチャー・ヘンダーソン楽団の看板スターであったレスター・ヤングもいた。ビリーとこのサックス奏者はすぐに意気投合する。レスターはビリーのことを「レディ・デイ」と呼び、ビリーは彼を「サックス奏者の代表」という意味で「プレジデント」、時には略して「プレズ」と呼んだ。ステージを終えた後、二人は夜が明けるまでいくつものクラブを周って歩いていたとされる。

### 絶頂期
ホリデイは1935年に、歴史に残るジャズピアニストであり作曲家であるデューク・エリントンとも共演した。デュークは発売された自身の短編映画『シンフォニー・イン・ブラック』にホリデイを起用し「Saddest Tale」を歌わせた。同時期に、彼女は若いサックス奏者ベン・ウェブスターとも共演し始める。
1935年7月2日、プロデューサーのジョン・ハモンドは、ニューヨークを拠点とするブランズウィック・レコードから発売するレコードを企画。サックスのベン・ウェブスターに加えて、クラリネットにはベニー・グッドマン、ピアノにテディ・ウィルソン、トランペットにジョン・トゥルーハート、ベースにジョン・カービー、そしてコージー・コールをドラムスに迎え、「月光のいたずら (What a Little Moonlight Can Do)」と「Miss Brown To You」を録音。ベストメンバーでレコーディングされた楽曲は、見事その年のベストセラーに輝いた。その頃には母セイディに小さなレストランを経営させ、明け方には朝食に立ち寄ることも少なくなかったという。
テディ・ウィルソンと組んで多くの契約をこなしながら、ホリデイはニューヨークにおけるジャズ・スターの一人になる。親密な雰囲気を得意とするホリデイのスタイルは、ベッシー・スミスやそれに続くシンガーたちが好んで立つ“大舞台”向きではなかったが、レスター・ヤングと組んだレコードは売れ、やがて彼女はカウント・ベイシー楽団やアーティ・ショウ楽団とも共演するようになる。ビリーは白人オーケストラと仕事をした初の黒人女性であり、当時のアメリカでは画期的な出来事だった。しかし、彼女に対する人種差別は消えず、アーティ・ショウ楽団との地方巡業の途中で切り上げざるを得なくなってしまう。ジム・クロウ法の激しい南部の州では、黒人であるビリーは彼らと一緒に唄うことが出来ないばかりか、楽団員と一緒のホテルを予約することや、レストランに入ることすらできなかった。

### 奇妙な果実
バンドから独立しニューヨークに戻ったホリデイは、再びクラブで歌い続けるようになり、出演者も観客も人種を問わず同席できる当時のアメリカでは革新的なクラブであった「カフェ・ソサエティ」での専属歌手として活動した。この時期になると、ホリデイの酒量が増え、舞台の合間にマリファナを吸うようになった他、レズビアンとの関係を重ねたため「ミスター・ホリデイ」の異名を取るようにもなった。
1937年3月1日、テキサス州ダラスでの巡業中に風邪から肺炎を併発した父クラレンスが死亡。南部で最も人種差別の激しい地域の一つだったダラスでは、治療を受けるために回った幾つもの病院からは全て診療を拒絶された。このことについてホリデイは自伝の中で「肺炎が父を殺したのではない。テキサス州のダラスが父を殺したのだ。」と綴っている。
1939年3月、ホリデイはルイス・アレンという若い高校教師が作詞・作曲した、アメリカ南部の人種差別の惨状について歌った曲「Strange Fruit (奇妙な果実)」と出合い、自身のレパートリーに加えるようになった。
コロムビアレコードはビリーホリデイに反リンチ 抗議曲「Strange Fruit (奇妙な果実)」を録音させることを拒否。ミルト・ゲイブラーは、彼女に小さな専門レーベルであるコモドア・レコードに、録音するように勧め1939年4月20日に録音。
以来この曲はカフェ・ソサエティとホリデイのテーマソングとなり、間もなく発売されたレコードは大きな成功を収めた。
1941年にホリデイは1930年代にハンガリー語から英訳された「Gloomy Sunday (暗い日曜日)」をレコーディングし、この曲は『奇妙な果実』に続くヒットとなった。

### 麻薬、そして母の死
これに続く数年間、ビリー・ホリデイは録音や契約を増やし、成功への道を歩み続ける。ロイ・エルドリッジ、アート・テイタム、ベニー・カーター、ディジー・ガレスピーなど多くミュージシャンたちとの共演も果たした。一方で彼女は、トロンボーン奏者であり麻薬の密売人でもあったジミー・モンローと関係を深め、母と住む家を出て早々に結婚。モンローは彼女にアヘンやコカインを覚えさせた。
また彼女はやがてビバップのトランペット奏者ジョー・ガイと出会い、ジョーの影響で今度はヘロインにも手を出すようになった。黒人として初めて立ったメトロポリタン歌劇場での晴れやかな舞台でも、デッカと契約を交わしたときも、彼女はガイの支配下にあり、ヘロイン漬けだったと言われる。ビリーは当時を振り返り、「私はたちまちのうちにあの辺で最も稼ぎのいい奴隷の一人になりました。週に1,000ドルを稼ぎましたが、私にはバージニアで綿摘みをしている奴隷ほどの自由もありませんでした」と語っている。
やがてホリデイの周りには「契約を守らない」「よく舞台に遅れる」「歌詞を間違える」といった噂が囁かれ始める。それを払拭するために、1945年にガイはホリデイのために大掛りなツアー『ビリー・ホリデイとそのオーケストラ』を企画するが、巡業が始まってしばらく経った頃、一行の耳にホリデイの母セイディの訃報が届き、ホリデイは鬱状態に陥りアルコールと麻薬への依存を深め、結局ツアーは途中で打ち切られてしまった。
1947年、大麻所持により逮捕。その年にモンローとの離婚を機にガイとも別れた彼女は、ウェストヴァージニア州オルダーソン連邦女子刑務所で8ヵ月間の服役生活を送る。その際にニューヨークでのキャバレー入場証を失効してしまい、それから12年もの間キャバレーへの出演ができなくなってしまった。

### 逮捕・服役
第二次世界大戦終結後、ホリデイはピアニストのボビー・タッカーとのコラボレーションを始める。レコードの売れ行きは順調。
1944年にはデッカと契約。
1946年2月にはニューヨークのタウンホールを制覇した。
同時期にホリデイはアイリーン・ウィルソンが彼女のために書いた「Lover Man」「Good Morning Heartache」などを歌い、また彼女自身も「Fine and Mellow」「Billie's Blues」「Don't Explain」「God Bless The Child」などの楽曲を作曲した。
1947年には、アーサー・ルービン監督の映画『ニューオーリンズ』にも出演した。
だが同じ頃、彼女はジョー・ガイと寄りを戻し、今度はLSDに手を出す。
1947年初頭、マネージャーのジョー・グレイザーは解毒治療のために彼女を私立クリニックに入院させるが失敗に終る。結局、数週間後にホリデイは麻薬不法所持で逮捕され、懲役1年の刑に処される。以降彼女に関するスキャンダルは途切れず、経済的にも追い込まれていった。
1948年3月16日には品行方正を認められて出所を果たしたが、彼女の心身は破壊されていた。その1週間後の1948年3月27日、彼女はカーネギー・ホールでのコンサートに出演した。

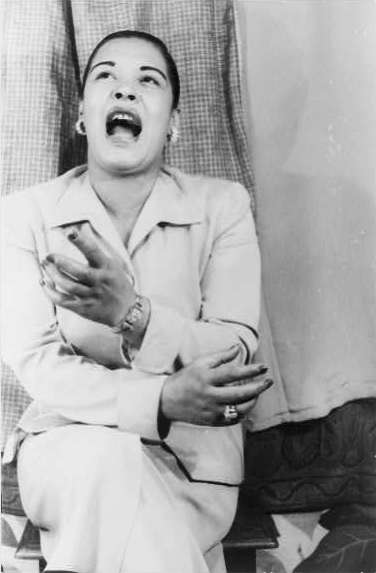
ビリー・ホリデイ
1949年3月23日
カール・ヴァン・ヴェクテン撮影

### ジョン・レヴィとの出会い
出所後にビリーはニューヨークでの労働許可を没収され、ニューヨークのクラブで歌うことを禁止された。唯一の例外は舞台でのコンサートであったが、幾晩も連続して大ホールを聴衆で埋めることは困難だった。加えて、ジョー・グレイザーとその後彼女のマネージャーとなるエド・フィッシュマンとの間でのエージェント戦争にも巻き込まれてしまう。
相次ぐ災難にもかかわらず、彼女はラジオでライオネル・ハンプトンと共演し、ストランド・シアターではカウント・ベイシーとも共演している。この頃から彼女の相手を務めるようになったのは、ジョン・レヴィという二流どころのギャングだった。彼女はまた、良家の出身で一時期マレーネ・ディートリヒとの浮名も流したことのある女優タルラー・バンクヘッドとも関係を結ぶ。
一方で彼女のヘロイン漬けの生活は続き、労働許可の没収により仕事をニューヨーク以外の場所に求めざるを得なくもなっていた。契約条件は不利になり、ギャラも少なくなっていったが、レヴィは彼女の稼ぎをすべて吸い上げた上、彼女を脅すようになる。折も折、彼女はサンフランシスコで麻薬不法所持により逮捕される。これに対して、タルラー・バンクヘッドは自分のコネ、とりわけFBI長官であったエドガー・フーバーとの関係を駆使して彼女の釈放に尽力する。しかし彼女はその後もレヴィの暴力を受け続け、伴奏者であり友人であったボビー・タッカーは彼女と袂を分かつ。警察は彼女への捜査を続け、1950年の『ダウン・ビート』誌9月号には、「ビリー、またも災難」と題した記事が掲載された。
さらに1949年のデッカでの録音の際、ホリデイは自身の歌声のリズムを合わせられなくなるという事態に見舞われ、デッカは1950年の契約更新を行なわなかった。ホリデイは借金で首も回らなくなってしまう。レヴィは彼女の稼ぎをすべて懐に入れ、請求書は一切払おうとしなかった。レヴィと別れたとき、彼女はかなりの金銭を失うことになったが、一方で一定の自由を取り戻すことができた。だがニューヨークで歌うことができなかったホリデイは、長いツアーをこなさなければならなくなる。
1950年末、彼女はシカゴでハイノートの舞台を若き日のマイルス・デイヴィスと分かち合い、再び成功に恵まれる。

### ルイ・マッケイとの再会
1951年、ビリー・ホリデイはアラジンという小さなレコード会社で何枚かのレコードを吹き込むが、批評家からは不評を買う。彼女はデトロイトで昔の恋人ルイ・マッケイと再会する。彼女が16歳のときにハーレムで知り合った男性だが、その時には結婚をし二人の子供の父親となっていた。彼はビリーの新たなマネージャー役に納まり、彼女のキャリアの復活に貢献する。彼女は西海岸に落ち着き、ノーマン・グランツのレーベル〈ヴァーヴ〉と契約する。ここで彼女は自分に相応しいパートナーたちに巡り会う。トランペットのチャーリー・シェイヴァーズ、ギターのバーニー・ケッセル、ピアノのオスカー・ピーターソン、ベースのレイ・ブラウン、ドラムスのアルヴィン・ストーラー、サックスのフリップ・フィリップス。『ビリー・ホリデイ・シングス』のタイトルで売り出されたレコードは鮮やかな成功を収め、引き続きその他の幾つかのセッションが録音される。にもかかわらず労働許可は再び却下され、彼女は肉体的負担の大きいツアーとコンサート（アポロ劇場、カーネギー・ホール）に頼る生活を強いられる。
1954年、ビリーは昔からの夢を実現する。初のヨーロッパ・ツアーである。ルイ・マッケイとピアニストのカール・ドリンカードを伴い、彼女はスウェーデン、デンマーク、ベルギー、ドイツ、オランダ、フランス（パリ）、スイスを回る。彼女がパリに立ち寄ったのは観光のためで、その後イギリスに向かい、そこでのコンサートは大成功を収める。このツアーは実り多く、ビリーにとっては最良の思い出の一つとなった。帰国すると、麻薬にもアルコールにもめげず、彼女は超人的な力を発揮する。カーネギー・ホールで唄い、ニューポート・フェスティバルに出演し、サンフランシスコで、ロスアンゼルスで唄い、ヴァーヴのための録音も続けた。〈ダウン・ビート〉誌は特別に彼女のための賞を設け、授与する。彼女は新しい伴奏者として若いメムリー・ミジェットを雇う。彼女との関係は単なる友情以上のものへと発展する。メムリーはビリーが麻薬を断つよう励まし手伝うが、失敗に終わる。彼女の影響を喜ばなかったマッケイによって、メムリーは追い払われる。
1955年4月2日、ビリー・ホリデイはカーネギー・ホールで催されたチャーリー・パーカー（3月12日死去）の追悼コンサートに出演する。サラ・ヴォーン、ダイナ・ワシントン、レスター・ヤング、ビリー・エクスタイン、サミー・デイヴィス・ジュニア、スタン・ゲッツ、セロニアス・モンクなどと並んで、ビリーがコンサートの終わりを告げたのは朝の4時頃であった。
1955年8月、彼女はヴァーヴのために新しいアルバムを録音する。『ミュージック・フォー・トーチング』。ジミー・ロウルスのピアノ、ハリー・“スウィーツ”・エディソンのトランペット、バーニー・ケッセルのギター、ベニー・カーターのアルトサックス、ジョン・シモンズのベースそしてラリー・バンカーのドラムスを伴奏に彼女が実現した傑作の一つである。その後、彼女は西海岸でクラブの仕事を得る。

### レディ・イン・サテン
1956年、ビリーはルイ・マッケイと共に麻薬不法所持で逮捕される。新たな裁判が予定される。彼女の自叙伝《レディ・シングス・ザ・ブルース》が出版される時期―この自叙伝は実質的には彼女のファンであった新聞記者ウィリアム・ダフティが、それまでに行なったインタビューを編集し直したものだった―、彼女は再度解毒治療を試みる。だが、彼女の健康は次第に蝕まれてゆく。彼女の新しいピアニストのコーキー・ヘイルは後にビリーの苦渋の様子を証言している。憔悴、麻薬とアルコールによる頽廃、いつもは長袖で隠してはいるが遂には手まで覆うようになった注射針の痕、疲労、体重の減少、舞台前の酔態。マッケイと共に裁判に掛けられると想像しただけで彼女は恐怖に陥る。そして、そのマッケイは徐々に彼女から遠ざかって行った。
彼女はニューポートのフェスティバルに登場し、またCBSテレビの〈ザ・サウンド・オヴ・ジャズ〉にも出演する。主な共演者はレスター・ヤング、コールマン・ホーキンス、ベン・ウェブスター、ジェリー・マリガンそしてロイ・エルドリッジ。また若き日のマル・ウォルドロンが彼女の新たな伴奏者として登場する。
1957年3月28日、ルイ・マッケイとビリーはメキシコで結婚するが、これは裁判で互いに不利なことを証言しないためであった。いずれにしても、二人の間は既に終っていた。判決（12ヶ月の執行猶予）が言い渡されると、マッケイはビリーの許を去り、ビリーは離婚手続きを開始する。
1958年2月、彼女は新曲ばかりを揃えた『レディ・イン・サテン』を録音する。伴奏は編曲を担当したレイ・エリスが率いるオーケストラだった。それは胸を刺すようなアルバムだった。
1959年録音の『ビリー・ホリデイ』とだけ題された最後のアルバムにも匹敵するような悲痛さを感じさせた。彼女はまた1958年10月のモントルー・ジャズ・フェスティバルにも参加し、11月には二度目のヨーロッパ・ツアーを行なう。イタリアで彼女の唄は野次で迎えられ、公演は切り上げられた。パリでは、オリンピアでの公演をようやくのことで勤めたものの、彼女は憔悴し切っていた。ツアーは風前の灯だった。彼女はマル・ウォルドロンとベースのミシェル・ゴードリーとともにマース・クラブの出演を引き受ける。聴衆はみな彼女の唄に惹きつけられ、ビリーはここで成功を収める。マース・クラブを埋めつくした聴衆の中にはジュリエット・グレコ、セルジュ・ゲンスブールといった当時の有名人たちの顔もあった。
当時の記憶を作家フランソワーズ・サガンはこう綴っている。

### 晩年
何年も前から、ビリーは病に侵されていた。両脚には浮腫が出現していたし、何よりも肝硬変が悪化していた。それでも彼女は酒を止めることができなかった。朝から晩まで酒を飲み続けた。2回目のヨーロッパ・ツアーで彼女は疲労していたが、数ヵ月後には再びロンドンへ渡り、『チェルシー・アト・ナイン』というテレビ番組に出演している。帰国は困難を極めた。
1959年3月15日、ビリーはレスター・ヤングの訃報を耳にする。埋葬のとき、レスターの妻はビリーが唄うことを拒絶、嘆きと悲しみにビリーは泣き崩れる。葬儀からの帰路でビリーはこう呟いたと伝えられる…『あいつら、唄わせてくれなかった。この次はあたしの番だわ』。
翌4月7日、彼女は44歳を迎える。マサチューセッツでの複数の契約を果した後、5月25日にはニューヨークのフェニックス・シアターでのチャリティー・コンサートで唄っている。舞台裏では友人たちが彼女のあまりの変貌に驚き、ジョー・グレイザーなどは彼女を入院させようとするが、彼女は聞き入れなかった。5月30日、彼女は自宅で倒れ、ハーレムのメトロポリタン・ホスピタルに入院を認められる（その前にニッカーボッカー病院で入院を拒否されたのは、麻薬常習者は昏睡状態にあっても受け入れられないという理由からだった）。
肝硬変以外にも、腎不全の診断が下される。メサドン治療が施され、少しずつ回復するかに見えた。アルコールと煙草は禁止されていたが、ビリーは隠れて喫煙を続けた。更に悪いことに、6月11日、彼女のハンカチ箱の中から僅かな白い粉が発見される。彼女は逮捕され、病室で何日間か警察の監視下に置かれる。裁判は彼女の回復を待って行なわれることになった。回復は順調に見えたが、7月10日、病状は急変する。腎臓感染と肺うっ血が認められた。ルイ・マッケイとウィリアム・ダフティが病床に駆けつけた。7月15日早朝、ビリーはローマ・カトリック教会の最後の秘蹟を受ける。
1959年7月17日朝3時10分没。 44年の生涯であった。
葬儀は1959年7月21日、セント・ポール教会で行なわれた。3,000人の群集が参列し、人の波はコロンバス・アベニューまで続いた。遺体はブロンクスのセント・レイモンド墓地にある母親の墓石の下に埋葬された。1960年、ルイ・マッケイは彼女の棺を別の墓に移動させた。その死に当って、ビリーが唯一の相続人であるこの前夫(まだ離婚手続きは完了していなかった)に遺したのは1,345ドルであった。しかし僅か6ヵ月後の1959年末には、彼女のレコードの印税は10万ドルに上った。
なお、彼女の死を悼んで彼女の伴奏者であったマル・ウォルドロンが「Left Alone」を制作している。

## ヴォイス
アルバム『レディ・イン・サテン』のレコーディングを担当したレイ・エリスは、レコーディング時に突き付けられるホリデイのあまりに難しい要求に疲れ果ててミキシングを拒否したが、後日このアルバムに収められた「恋は愚かというけれど (I'm A Fool To Want You)」や「You've Changed」を聴き、歌を際立たせるその限りない悲しみを感じ取った彼は、彼女の歌を残すことの芸術的な意味を理解する。その後、彼女と共にレコーディングしたアルバム『ビリー・ホリデイ』は、ビリーの遺作となった。彼は『レディ・イン・サテン』をレコーディングしたときの思い出を書き記している。
《…一番感動的だったのは、「恋は愚かというけれど」のプレイバックを聴いていた時だろう。彼女の目からは涙が溢れていた。 （中略） アルバム制作終了後、私はコントロール室内に入って全テイクを聴いた。私は彼女の唄いぶりには満足できなかったことを認めねばならないが、感情を込めてではなく、音楽的にしか聴いていなかったのだろう。数週間後ファイナル・ミックスを聴くまでは、彼女の唄いぶりが本当はどんなに素晴らしいものかが解らなかった。》

## 影響
フランク・シナトラやアビー・リンカーンらは生前からビリーを絶賛し、彼女の人生の終焉に於いては最も近しい友人の一人になっていた。1972年には、ダイアナ・ロスがホリデイの自伝に基づいた映画『ビリー・ホリデイ物語/奇妙な果実』でホリデイ役を演じた。この作品は商業的にも大成功し、ダイアナ・ロスはアカデミー賞主演女優賞にノミネートされることとなった。メイシー・グレイも1999年に、ホリデイについて「ビリー・ホリデイは私に大きな影響を与えました。私が本気で勉強した最初のシンガーは彼女でした」と語っている。またU2は、1987年にビリーへのトリビュート・ソングであるシングル「Angel of Harlem」をリリースしている。
生前は、エラ・フィッツジェラルドやサラ・ヴォーンほどの知名度はなかったものの、ビリー・ホリデイはジャズの歴史に於いてユニークな地位を占める存在となった。生涯を通じて人種差別や性差別と闘い、乱れた生活にもかかわらず名声を勝ち得た彼女は、現在、20世紀で最も偉大な歌手の一人に数えられている。また、彼女の名は、しばしばアフリカ系アメリカ人のコミュニティからも、ゲイのコミュニティからも引き合いに出され、差別を声高に反対して、同権を求めて立ち上がろうとした彼女の早くからの努力に対して敬意が払われている。
2019年には、近年になって発見されたジャーナリストのリンダ・リプナック・キュールが1960年代に10年間かけて関係者にインタビューを重ねた膨大な録音テープをもとに構成されたドキュメンタリー映画『BILLIE ビリー』が公開された。また2022年に、ビリー・ホリデイが人種差別を告発する楽曲「奇妙な果実」を歌い続けたことで、FBIのターゲットとして追われていたエピソードに焦点を当てた映画『ザ・ユナイテッド・ステイツ vs. ビリー・ホリデイ』が公開された。当初は全米で劇場公開される予定だったが、新型コロナウイルスの流行が収束しない状況を受け、インターネットでの配信に切り替わった。

## エピソード
- 身長は165センチメートルであった。
- 祖父はヴァージニア州のアイルランド系農園主が、黒人奴隷の女性に産ませた子の1人だった。
- 従兄は、プロボクサーのヘンリー・アームストロングである。
- アメリカのモデル、マーシディーズ・イヴェットがビリー・ホリデイのポーズで肖像写真を発表し、ビリーの悲しげな雰囲気を上手く捉えていると好評を呼んだ。
- 1994年9月18日には、アメリカ合衆国郵便公社がホリデイの記念切手を発行した。
- ボルチモアのラファイエット・アンド・ペンシルベニア・アベニューの一角には、ホリデイの銅像が建てられている。
- 2005年4月に、生誕90周年を記念して、コロンビア大学のラジオ放送局“WKCR-FM”([www.WKCR.org]) が、ビリー・ホリデイ音源のマラソン放送を行なった。

### 自伝
- Billie Holiday and William Dufty, Lady Sings the Blues, Doubleday, 1956.
  - 再販多数、ISBN 0140067620、978-0793524457、978-0767923866など
  - 日本語訳は題名が複数存在する。
    - ビリー・ホリデイ著、油井正一・大橋巨泉訳、『黒い肌』清和書院、1957年、NDLJP:2484209
    - ビリー・ホリデイ著、油井正一・大橋巨泉訳、「黒い哀しい歌」中野好夫・吉川幸次郎・桑原武夫編『世界ノンフィクション全集 第40巻』筑摩書房、1963年、179-306頁、NDLJP:2932314/95
    - ビリー・ホリデイ著、油井正一・大橋巨泉訳、『奇妙な果実 ― ビリー・ホリデイ自伝』晶文社、1971年、NDLJP:12433973
    - ビリー・ホリデイ著、油井正一・大橋巨泉訳、『奇妙な果実 ― ビリー・ホリデイ自伝』晶文社、1998年、 ISBN 4794912560

### 評伝
- Julia Blackburn, With Billie, ISBN 0375406107
- John Chilton, Billie's Blues: The Billie Holiday Story 1933-1959, ISBN 0306803631
- Donald Clarke, Billie Holiday: Wishing on the Moon, ISBN 0306811367
- Angela Y. Davis, Blues Legacies and Black Feminism: Gertrude "Ma" Rainey, Bessie Smith, and Billie Holiday, ISBN 0679771263
- Leslie Gourse, The Billie Holiday Companion: Seven Decades of Commentary, ISBN 0028646134
- Farah Jasmine Griffin, If You Can't Be Free, Be A Mystery: In Search of Billie Holiday, ISBN 0684868083
- Chris Ingham, Billie Holiday, ISBN 1566491703
- Burnett James, Billie Holiday, ISBN 0946771057
- Jack Millar, Born to Sing: A Discography of Billie Holiday, ISBN 8788043045
- スチュアート・ニコルソン著、鈴木玲子訳、『ビリー・ホリディ―音楽と生涯（原題『ビリー・ホリディ』）』日本テレビ放送網 1994年初版
  - 原著Stuart Nicholson, Billie Holiday, ISBN 1555533035